# Unlimited Sky
《Unlimited Sky》是一首由Tommy heavenly6所唱，於2008年開始在網絡上發佈的單曲。

## 概要
- 是MBS・TBS系動畫《機動戰士高達00 第二季》第7話、第18話、第22話和第25話的插曲。
- 首先於2008年發佈64秒版本，然後在2009年2月開始發佈《Unlimited Sky（Acoustic ver.）》[2]。
- 雖然沒有發售實體單曲CD，不過這首歌有收錄在於2009年2月25日發售的專輯《Gothic Melting Ice cream's Darkness Nightmare》[3]和於2009年7月8日發售的《機動戦士高達00 COMPLETE BEST》[4]。

## 收錄曲
1. Unlimited Sky
  - 作詞：Tommy heavenly6、作曲・編曲：Chiffon Brownie

## 外部連結
- （日語）機動戰士高達00 官方網站（页面存档备份，存于）